# Heike Murrweiss
Heike Murrweiss gift Reinhardt, född 1 januari 1968 i Heilbronn, Baden-Württemberg är en före detta tysk handbollsspelare. Hon blev världsmästare med Tyskland 1993.

## Karriär
Heike Murrweiss var vänsterhänt och 1,73 m lång och spelade både som högersexa och högernia. I landslaget spelade hon mest högersexa och i klubblaget högernia. Murrweiss var också en duktig försvarssperlare. Hon började med handboll i Weinsberg.  Inom klubbhandbollen spelade Murrweiss sedan med TG Heilbronn, VfL Neckargartach, VfL Sindelfingen, PSV Grünweiß Frankfurt och slutligen för TV Lützellinden från 1993. Hon vann tyska mästerskapet och Cupvinnarcupen med klubben 1993. Det var efter framgångarna i klubben hon blev uttagen till landslaget 1993.
Heike Murrweis spelade 10 matcher för det tyska ungdomslandslaget. Men det dröjde sedan till mars 1993 innan hon debuterade i landslaget. Med Tyskland var hon bara månader senare med i laget som vann världsmästartiteln vid VM 1993 i Norge. Året efter vid EM 1994 blev hon silvermedajör med det tyska laget som förlorade finalen till Danmark. Hon spelade också vid OS i Atlanta 1996 och kom på sjätte plats. Sammanlagt spelade hon 72 landskamper.